# Judith Sans
Judith Sans Serra (Ascó, 31 de marzo de 1994) es una exjugadora de balonmano española que jugaba en la posición de pivote.

## Trayectoria
Judith Sans  comenzó su carrera en el balonmano desde muy joven en su ciudad natal de Ascó, en Tarragona. Se formó en las categorías inferiores del CH Ascó, donde rápidamente destacó por sus habilidades defensivas y su capacidad para jugar en la posición de pivote. Su talento no pasó desapercibido, y pronto fue reclutada por el Deportivo Castelldefels, equipo con el que dio sus primeros pasos en la máxima categoría del balonmano español.
En 2014, su carrera dio un importante salto al unirse al BM Alcobendas, un equipo que competía en la División de Honor Femenina. En Alcobendas, Judith se consolidó como una jugadora clave, destacando tanto en la defensa como en la fase ofensiva, y llegó a formar parte del combinado de estrellas de la liga en 2014. Su capacidad para anotar y su versatilidad defensiva le valieron reconocimiento a nivel nacional, consolidándose como una de las jóvenes promesas del balonmano español.
Un año después, en 2015, Judith fue fichada por el Super Amara Bera Bera, uno de los equipos más fuertes de España. Con el Bera Bera, Judith consiguió sus títulos nacionales, contribuyendo a que el equipo empezara a dominar el balonmano español. Su rol en la defensa fue crucial, y su participación en el equipo le permitió disputar competiciones europeas, lo que aumentó su experiencia y exposición internacional. Judith debutó con la selección española en 2016, aunque no fue convocada para los Juegos Olímpicos de Río de ese año. 
En 2017, tras dos exitosas temporadas en el Bera Bera, Judith recibió una oferta para unirse al HC Midtjylland, un equipo de balonmano de Dinamarca que competía en la Liga de Campeones. Este fue un gran paso en su carrera: el Midtjylland fue uno de los clubes más prestigiosos del país. A pesar de ser una experiencia corta, jugar en el extranjero le permitió a Judith enfrentarse a algunos de los mejores equipos y jugadoras de Europa. La bancarrota del club danés de ese mismo año le hizo volver a España.
Tras su breve paso por Dinamarca, Judith regresó al Bera Bera en 2018, donde continuó siendo una jugadora clave, ayudando al equipo a obtener más títulos y manteniendo su estatus como una de las mejores defensoras de la liga. Ese mismo año, Judith fue parte del equipo español que ganó la medalla de oro en los Juegos Mediterráneos de Tarragona y jugó su último partido con las Guerreras, el 26 de septiembre de 2018 ante Argentina. En aquel equipo nacional había jugadoras de primer nivel como Ivet Musons, María Prieto O'Mullony, Emma Boada, Merche Castellanos, Jennifer Gutierrez, Paula García o Alicia Fernández.
Sin embargo, en 2019, a la edad de 25 años, Judith decidió retirarse temporalmente del balonmano para concentrarse en sus estudios de enfermería en Barcelona. La decisión sorprendió a muchos, ya que aún estaba en el auge de su carrera, pero Judith mencionó que necesitaba un descanso del deporte y deseaba priorizar otros aspectos de su vida.
A finales de 2020, Judith anunció su regreso, esta vez con el Handbol Sant Quirze, un equipo con pasado en la élite pero que, cuando firmó, militaba en la División de Honor Plata. A diferencia de su etapa anterior, Judith decidió jugar por afición, sin la presión que conlleva la élite deportiva. Su retorno se vio motivado en parte por la presencia de Dolores Martín como entrenadora, quien había sido una influencia positiva en su carrera anterior.
Aunque su papel en el Sant Quirze es diferente al de sus años en la élite, Judith siguió mostrando su calidad en la cancha, contribuyendo tanto en defensa como en ataque, y disfrutando del balonmano desde una perspectiva más relajada y personal. En 2022, en su cuenta de X personal, anunció su retirada definitiva del balonmano. 

### Clubes
- -2014:  Esportiu Castelldefels
- 2014-15:  BM Alcobendas
- 2015-17:  Super Amara Bera Bera
- 2017-18:  HC Midtjylland
- 2018-19:  Super Amara Bera Bera
- 2020-2022:  Handbol Sant Quirze

### Datos
Datos de goles y partidos en la máxima competición española. Actualizado a final de su carrera.
|          | Liga | Copa | EHF | Total |
| -------- | ---- | ---- | --- | ----- |
| Partidos | 177  | 15   | 27  |       |
| Goles    | 478  | 28   | 38  |       |

## Títulos y galardones

### Clubes
- 1 x Liga Española: (2015/16)
- 3 x Supercopa de España (2015, 2016, 2017)
- 1 x Copa de la Reina (2018/19)

### Selección
- Medalla de oro en los Juegos Mediterráneos: 2018 (con la selección española)

### Galardones individuales
- Mejor defensora de la liga española: Temporadas 2016/17 y 2017/18